# Neanura
Genre
Neanura est un genre de collemboles de la famille des Neanuridae.

## Liste des espèces
Selon Checklist of the Collembola of the World (version du 12 octobre 2019) :
- Neanura alba von Törne, 1957
- Neanura judithae Smolis & Deharveng, 2017
- Neanura minuta Gisin, 1963
- Neanura moldavica Busmachiu & Deharveng, 2008
- Neanura muscorum (Templeton, 1836)
- Neanura pallida Deharveng, 1979
- Neanura parva (Stach, 1951)
- Neanura pseudoparva Rusek, 1963

## Publication originale
- MacGillivray, 1893 : North American Thysanura – IV. The Canadian Entomologist, vol. 25, no 12, p. 313-318 (texte intégral).